# 黏矛麗魚
黏矛麗魚，為輻鰭魚綱鱸形目隆頭魚亞目慈鯛科的其中一種，分布於南美洲巴西西部的穆庫裡河流域，體長可達11.3公分，棲息溪流中底層水域，生活習性不明。

## 擴展閱讀
維基物種上的相關：黏矛麗魚